# Großsteingrab Rugård
Das Großsteingrab Rugård war eine megalithische Grabanlage der jungsteinzeitlichen Nordgruppe der Trichterbecherkultur im Kirchspiel Strø in der dänischen Kommune Hillerød. Es wurde im 19. Jahrhundert zerstört.

## Lage
Das Grab lag südlich des Hofs Rugård und südöstlich eines Baggersees in einem kleinen Waldstück. In der näheren Umgebung gibt bzw. gab es mehrere weitere megalithische Grabanlagen.

## Forschungsgeschichte
Im Jahr 1887 führten Mitarbeiter des Dänischen Nationalmuseums eine Dokumentation der Fundstelle durch. Zu dieser Zeit waren keine baulichen Überreste mehr auszumachen.

## Beschreibung

### Architektur
Die Anlage besaß eine runde Hügelschüttung unbekannter Größe. Ob eine steinerne Umfassung vorhanden war, ist unbekannt. Die Grabkammer ist wohl als Urdolmen anzusprechen. Sie war ost-westlich orientiert und hatte einen rechteckigen Grundriss. Sie bestand aus vier Wandsteinen. Zu den Maßen der Kammer liegen keine Angaben vor.

### Funde
In der Kammer wurde ein Skelett gefunden.